# 박정숙 (1970년)
박정숙(朴正淑, 1970년 2월 4일 ~ )은 대한민국의 방송인 출신 공공기관 대표 대학 교수이다.

## 생애
서울여자대학교에서 학사 , 연세대 행정대학원에서는 행정학 석사를 마치고 1999년에서 2002년까지 모교 서울여자대학교에서 겸임교수를 지내기도 한 그녀는 미국 컬럼비아 대학교 대학원에서 국제관계학과 석사 학위를 거쳐 이후 최종적으로는 일본 일본 게이오 대학교 대학원 미디어정책학과 박사 과정을 밟았다. 1993년 KBS에서 특집 방송한 대전 EXPO 해외순방 홍보대사로 선발되어 특별 생방송의 진행자로 데뷔하였으며, 1994년부터 2004년까지 SBS,KBS,MBC,EBS TV에서 《 출발! 모닝와이드》, 《아주 특별한 아침》과 《장학퀴즈》 등 다수의 시사교양 프로그램을 진행하였다.
2004년 MBC의 드라마 《대장금》에 출연한 이후로는 대한민국 내에서의 방송 활동을 일시 중단하고 일본에서 한류 특집방송을 진행하거나 미국 컬럼비아대학에서 WEAI professional fellow 와 SIPA석사 학위 취득하고 일본게이오대학의 방문연구원과 미디어정책학과 박사과정을 밟는등 해외에서 주로 연구자로 활동하면서 2007년 하버드대학교 케네디스쿨에서 한류를 주제로한 국제심포지움을 최초로 기획하여 박진영과 기조연설을 하여 화제를 모았고 콜롬비아대학교, SAIS등 유수의 대학과 홍콩 일본 싱가포르등 해외에서 국제관계와 한류"organic power, Hallyu"라는 주제로 한류전도사역할을 하였으며 미국의 공영방송 PBS의 한류다큐멘터리 "Kimchi Chronicles"의 기획과 프로듀서로 참여하였다.  2010년에 TBS 서울교통방송의 시사 프로그램인 《박정숙의 오늘》을 통해 5년여만에 국내 진행MC로서의 활동을 재개하여 YTN, EBS 라디오 프로그램을 진행하였다.
2008년부터 10년간 경희대학교 국제교육원 객원교수로 국제교류, 문화외교, 한국사회의 (정치) 어젠다 등을 강의하였으며 2008년부터 2019년까지 국내에는 다문화가정등 교육 취약계층 어린이들을 위한 호프키즈의 단장으로 어려운 환경의 학생들에게 양질의 교육,문화의 기회를 제공하는 단체를 설립하고 활동하였으며 국제적으로는 빌게이츠와 골든브라운 전 영국총리가 다보스포럼에서 태동시킨 세계백신면역연합 (GAVI Alliance)의 한국사무소 대표로 활동하며 아시아최초의 공여국으로 가입시키는 등 세계백신사회에 한국의 위상을 높혔다.
2021년 9월부터 세계스마트시티기구, WeGO(World Smart Sustainable Cities Organization)의 3대  사무총장으로 취임하여 임기동안 서울스마트도시상 제정 , WeGO-IMD 스마트시티인덱스 발간, ITU (국제전기통신연합)및  UN-Habitat 등 국제기구와 파트너십을 구축하고 인간중심스마트시티를 지향하며 UN Global Digital Compact 에 자문그룹으로 활동하도록 리더십을 발휘했다. 2024년 9월부터는 서울시여성가족재단의 대표이사로 취임하여 서울시의 저출생위기대응, 양성평등, 어린이집 키움센터 키즈카페등 양육환경개선 여성능력개발원 운영 및 여성일자리 창출 및 디지털 성범죄와 폭력 대응에 대한 정책연구와 대민서비스를 담당하고 있다

2012년 5월 19일에 대한민국의 국회의원 이재영과 결혼했고 1남을 두었다.

## 경력
- 1999년 ~ 2002년 : 서울여자대학교 및 사회교육원 겸임교수
- 2000년 : 한국여성저작정보센터 운영위원
- 2001년 ~ 2004년 : 한국어린이보호재단 홍보대사
- 2003년 ~ 2005년 : 서울여자대학교 객원교수
- 2004년 : 해양경찰청 홍보대사
- 2006년 7월 : 부산비엔날레 홍보대사
- 2007년-2013년 : 서울특별시 문화 홍보대사

- 2008년-2009년 : 국립외교원 (IFANS)문화외교 겸임교수
- 2008년-2019년 : 경희대학교 국제교육원 객원교수
- 2008년 ~2011년 : 세계한인언론인연합회 자문위원
- 2008년 ~2016년 : 한국국제협력단 KOICA 홍보대사

- 2012여수세계박람회 국제홍보위원
- 2010년 : 코리아푸드엑스포 홍보대사
- 2010년-2011년 한식의 세계화 위원
- 2011년 미국 PBS  다큐멘터리 "Kimchi Chronicles" Executive Producer"
- 2009년-2015년 한국문화산업교류재단 이사
- 2008년~ (다문화가정 아동 교육문화프로그램) Hope Kids Korea 단장
- 2010년-2011년청와대 대통령실 교육문화관광체육 자문위원
- 2012년 (사)다문화교류네트워크 설립
- 2012년~  한국유방건강재단 이사
- 2009년-2019년 (국제기구) 세계백신면역연합 GAVI Alliance 한국대표
- 2015년 ~ 서울대학교 국제개발협력평가센터 CIDE 자문교수
- 2014년 한류 3.0 위원회 위원
- 2016년-2018년 한국청소년활동진흥원 이사
- 2015년-2016년 연합뉴스TV 시청자위원
- 2018년~ 수출입은행 EDCF 자문위원
- 2021년~ 대한체육회 이사(카누연맹 부회장)
- 2021년 ~ 한국여성단체협의회 정책위원회 위원장
- 2021년~ 세계스마트시티기구 WeGO 사무총장 (World Smart Sustainable Cities Organization)
- 2021년~ 국민대학교 행정대학원 특임교수
- 2021년~ 2050 Net Zero 환경재단 이사
- 2022년- 2022년 국민의힘 6·1 재·보궐선거 국회의원선거 공천관리위원회 위원
- 2023년~ 국제개발협력위원회 민간위원
- 2023년~ CBS 시청자위원
- 항저우아시안게임 대한민국 지원단 부단장

## 학력
- 서울여자대학교 경영학 학사
- 연세대학교 행정대학원 행정학 석사
- 컬럼비아대학교 대학원 국제학 석사
- 게이오대학교 대학원 미디어정책학 박사과정

## 출연작

### TV 프로그램
- 1993년 - KBS 대전 EXPO 특별 생방송
- 1993년 - MBC 《즐거운 세상》
- 1994년 1월 - SBS 주말특집 《좋은 아침》
- 1994년 3월 - KBS 《풍물기행 세계를 가다》
- 1994년 10월 ~ 1997년 7월 - SBS 《출발! 모닝와이드》
- 1997년 7월 SBS 《굿나이트쇼》
- 1997년 - EBS 《인터넷 정보사냥》
- 1999년 4월 ~ 7월 - MBC 특집방송 《북한동포에 사랑의 비료를》
- 1999년 9월 ~ 2000년 2월 - EBS 《장학퀴즈》
- 2000년 2월 ~ 2002년 - MBC 《아주 특별한 아침》
- 2002년 ~ 2003년 - MBC 《토크쇼 임성훈과 함께》
- 2004년 - 국회방송 《법으로의 초대》

### 라디오 프로그램
- 2009년 10월 ~ 2010년 - TBS 교통방송 《박정숙의 오늘》
- 2015년 2월 ~ 2015년 12월 - YTN NEWS FM 《당신의 전성기, 오늘》
- 2016년 9월 ~ 현재 - EBS FM 《다문화 음악여행》

### TV 드라마
- 2003년 ~ 2004년 - MBC 드라마 《대장금》 : 문정왕후 파평 윤씨 役

## CF
- 1994년 ~ 1995년 빙그레 생큐4.3우유
- 1995년 빙그레 생큐칼슘알파우유
- 1995년 해태제과식품 칼로리바란스
- 1997년 서울여자대학교
- 1998년 롯데네슬레코리아 테이스터스 초이스
- 1998년 아모레퍼시픽 데일리 워시어웨이 클렌징
- 1998년 한국가스안전공사
- 2001년 에스콰이어 미스미스터
- 2002년 이스턴영어
- 2003년 델몬트 골드파인애플
- 2003년 CJ제일제당 로프리
- 2004년 SC존슨 그레이드 크린에어
- 2007년 글락소스미스클라인 파로돈탁스
- 2010년 환경부 음식문화 캠페인
- 2010년 한국국제협력단
- 2010년 하늘교육
- 2010년 코리아푸드엑스포(홍보대사)

## 수상 경력
- 1995년 SBS 스타상 TV MC상 《출발! 모닝와이드》
- 2000년 MBC 연기대상 TV MC상 《아주특별한 아침》